# 杨启樵
杨启樵（1931-2019），日本著名史学家，专攻中国明清史。其对清朝雍正帝继位和红学的研究观点引起诸多讨论。

## 生平
1931年生于中国上海。祖籍浙江余姚县朗霞。祖父为前清举人，也是余姚晚晴最大的藏书家，有“汲修书屋”，流传至今。1950年，赴香港念书，就读于英语专科学校。1951年，考入香港新亚书院（即今香港中文大学）文史系，师从钱穆。毕业后入香港友联出版社，历任助理编辑、编辑、副总编辑。
1965年，受美国哈佛燕京学社资助，赴日本留学。1966年，入读京都大学人文科学研究所。1968年，入京都大学历史系。1972年，获得京都大学文学博士学位。毕业后，入日本广岛大学文学院任教。

## 代表著作
- 《雍正帝及其密摺制度研究》
- 《揭开雍正皇帝隐秘的面纱》
- 《明清皇室与方术》
- 《雍正篡位说驳难》
- 《周汝昌红楼梦考证失误》